# Ravenna (famiglia)
La famiglia Ravenna è una famiglia ferrarese di origini ebraiche la cui presenza in città viene testimoniata sin dal XV secolo.

## Storia
La famiglia Ravenna è legata da secoli alla storia di Ferrara, ed in particolare dopo la chiusura definitiva del ghetto e la proclamazione del Regno d'Italia in diversi hanno iniziato a partecipre attivamente alla vita pubblica cittadina.

## Membri della famiglia
Tra i membri della famiglia dei quali si hanno notizie storiche, si ricordano:
- Isaia Ravenna, vissuto nel XIX secolo. Fu tra i primi ad avere incarichi ufficiali sia come rappresentante della comunità ebraica sia come insegnante nel liceo cittadino, il liceo Ariosto.
- Renzo Ravenna, avvocato e politico molto attivo nella prima metà del XX secolo, podestà fascista di Ferrara ed amico di Italo Balbo, poi perseguitato dal fascismo e costretto a fuggire in Svizzera per non subire la deportazione come molti membri della sua famiglia.
- Margherita Ravenna, Gino Ravenna, Alba Ravenna e Bianca Ravenna, sorelle e fratello di Renzo, deportati nel campo di sterminio di Auschwitz e mai più tornati.
- Eugenio Ravenna, unico membro della famiglia ad essere deportato ad Auschwitz ed a tornare a Ferrara.
- Paolo Ravenna, figlio di Renzo, uomo di cultura, amico di Giorgio Bassani, avvocato e scrittore, impegnato nella tutela dei beni ambientali e culturali, in particolare di Ferrara.